# Eleição municipal de Santana (Amapá) em 2024
A eleição municipal da cidade brasileira de Santana ocorreu no dia 6 de outubro de 2024 (domingo), onde os 84.959 eleitores elegeram um prefeito, vice-prefeito e 15 vereadores para a administração da cidade, que se iniciará em 1° de janeiro de 2025 e terminará em 31 de dezembro de 2028. Como Santana possui menos de 100 mil eleitores, a votação aconteceu em turno único.
O prefeito titular Sebastião Bala Rocha, do PP, foi reeleito com 43.711 votos (67,46%), contra 14.091 de seu adversário mais próximo, Professor Zé Roberto (PODE), que recebeu 14.091 votos. Neném do Frango (PRD) e Rariomar Raridade (PSDB) foram lembrados, respectivamente, por 6.469 e 526 eleitores. Houve ainda 2.208 votos em branco, 2.865 votos nulos e 15.060 abstenções.
O Solidariedade foi o partido que elegeu mais vereadores para a Câmara Municipal (3), seguido por PP, PDT, PL e MDB, com 2. União Brasil, PSD e as federações Brasil da Esperança (representada pelo PT) e PSOL REDE (representada pela Rede Sustentabilidade) conquistaram uma vaga.

## Antecedentes
Nas eleições de 2020, 9 candidaturas foram registradas para disputar a prefeitura municipal. Sebastião Bala Rocha, do PP, venceu o então prefeito e candidato à reeleição Ofirney Sadala (Avante), obtendo 21.340 votos contra 15.197, enquanto a então deputada federal Marcivânia Flexa recebeu 11.233 votos e Dilson Borges, do MDB, conquistou 5.433 votos. Rarison Santiago, Professor Serginho e Tenente Antônio Luiz ficaram abaixo dos 2.000 votos e Professor Rai Rosa e Maurício Medeiros foram os candidatos com menor votação (foram lembrados por 352 e 307 eleitores).

## Calendário eleitoral
| 7 de março–5 de abril     | Janela partidária para vereadores trocarem de partido visando concorrer às eleições sem perder o mandato. |
| 6 de abril                | Data-limite para todas as legendas e federações partidárias obterem o registro dos estatutos no TSE e para todos os candidatos terem domicílio eleitoral na circunscrição em que desejam disputar as eleições com a filiação deferida pelo partido. |
| 15 de maio                | Início da campanha de arrecadação prévia de recursos na modalidade de financiamento coletivo para pré-candidatos, sem realização de pedidos de voto e obedecendo a regras relativas à propaganda eleitoral na Internet.                             |
| 20 de julho–5 de agosto   | Realização de convenções partidárias para deliberar sobre coligações e escolher candidatos às prefeituras e aos cargos de vereador. Os partidos têm até 15 de agosto para registrar os nomes na Justiça Eleitoral.                                  |
| 16 de agosto              | Início das campanhas eleitorais de forma igualitária, podendo qualquer publicidade ou manifestação com pedido explícito de voto antes da data ser considerada irregular e multada.                                                                  |
| 30 de agosto–3 de outubro | Veiculação da propaganda eleitoral gratuita no rádio e na televisão. |
| 6 de outubro              | Realização das eleições municipais. |
| 27 de outubro             | Realização de um eventual segundo turno nas cidades com mais de 200 mil eleitores em que o candidato a prefeito mais votado não tenha atingido a metade mais um dos votos válidos.                                                                  |

## Candidatos a prefeito
| Nº | Candidato            | Partido                         | Candidato a vice        | Cargos relevantes ou profissão                                                                                     | Coligação | Tempo no horário eleitoral |
| -- | -------------------- | ------------------------------- | ----------------------- | --- | --- | -------------------------- |
| 11 | Sebastião Bala Rocha | PP                              | Isabel Nogueira (PT)    | Prefeito de Santana (desde 2021), Deputado federal (2007–2015), Senador (1995–2003), Deputado estadual (1991–1995) | "Santana é Daqui pra Melhor" (PP, FE Brasil, MDB, PSD, Federação PSOL REDE, Solidariedade, PDT, UNIÃO e Republicanos) |                            |
| 20 | Professor Zé Roberto | PODE                            | Major Marcelo (PSB)     | Vereador (2009–2017)                                                                                               | "Coragem e Ousadia por uma Nova Santana" (PODE e PSB)                                                                 |                            |
| 25 | Neném do Frango      | PRD                             | Professora Regina (PRD) | Vice-prefeito de Santana (2017–2021)                                                                               | Partido não coligado                                                                                                  |                            |
| 45 | Rariomar Raridade    | PSDB (Federação PSDB Cidadania) | Zuzu (PSDB)             | Empresário | Federação PSDB Cidadania                                                                                              |                            |

## Resultados

### Prefeito
| Candidato              | Candidato                   | Vice                    | 1º turno 6 de outubro de 2024 | 1º turno 6 de outubro de 2024 |
| Candidato              | Candidato                   | Vice                    | Total                         | Porcentagem                   |
| ---------------------- | --------------------------- | ----------------------- | ----------------------------- | ----------------------------- |
|                        | Sebastião Bala Rocha (PP)   | Isabel Nogueira (PT)    | 43.711                        | 67,46%                        |
|                        | Professor Zé Roberto (PODE) | Major Marcelo (PSB)     | 14.091                        | 21,75%                        |
|                        | Neném do Frango (PRD)       | Professora Regina (PRD) | 6.469                         | 9,98%                         |
|                        | Rariomar Raridade (PSDB)    | Zuzu (PSDB)             | 526                           | 0,81%                         |
| Total de votos válidos | Total de votos válidos      | Total de votos válidos  | 64.797                        | 92,74%                        |
| → Votos em branco      | → Votos em branco           | → Votos em branco       | 2.208                         | 3,16%                         |
| → Votos nulos          | → Votos nulos               | → Votos nulos           | 2.865                         | 4,10%                         |
| Total de votos         | Total de votos              | Total de votos          | 69.870                        | 82,27%                        |
| Abstenções             | Abstenções                  | Abstenções              | 15.060                        | 17,73%                        |
| Total de inscritos     | Total de inscritos          | Total de inscritos      | 84.959                        |                               |

## Vereadores eleitos
| Candidato eleito          | Partido                    | Votação | Porcentagem | Cidade onde nasceu | Unidade federativa |
| Socorro Nogueira          | PT (FE Brasil)             | 2.945   | 4,29%       | Macapá             | Amapá              |
| Ithiara Madureira         | Solidariedade              | 2.817   | 4,11%       | Eunápolis          | Bahia              |
| Rarison Santiago          | Solidariedade              | 2.653   | 3,87%       | Santana            | Amapá              |
| Josivaldo Rato            | PDT                        | 2.201   | 3,21%       | Macapá             | Amapá              |
| Helena Lima               | Solidariedade              | 1.927   | 2,81%       | Anajás             | Pará               |
| Elma Garcia               | MDB                        | 1.859   | 2,71%       | Santana            | Amapá              |
| Nildo Rodrigues           | UNIÃO                      | 1.795   | 2,62%       | Santana            | Amapá              |
| Professora Carmem Queiroz | PP                         | 1.707   | 2,49%       | Santana            | Amapá              |
| Bruno Rocha               | PL                         | 1.549   | 2,26%       | Santana            | Amapá              |
| Josiney Alves             | Avante                     | 1.421   | 2,07%       | Santarém           | Pará               |
| Ligeirinho                | PL                         | 1.268   | 1,85%       | Macapá             | Amapá              |
| Dr. Marco Aurélio         | REDE (Federação PSOL REDE) | 1.262   | 1,84%       | Macapá             | Amapá              |
| Angelo Santos             | MDB                        | 1.261   | 1,84%       | Macapá             | Amapá              |
| Adelson Rocha             | PP                         | 1.144   | 1,67%       | Afuá               | Pará               |
| Professor Assis           | PSD                        | 957     | 1,67%       | Bonito             | Pará               |